# 茨城県道180号長岡水戸線
茨城県道180号長岡水戸線（いばらきけんどう180ごう ながおかみとせん）は、茨城県東茨城郡茨城町長岡から水戸市に至る一般県道である。

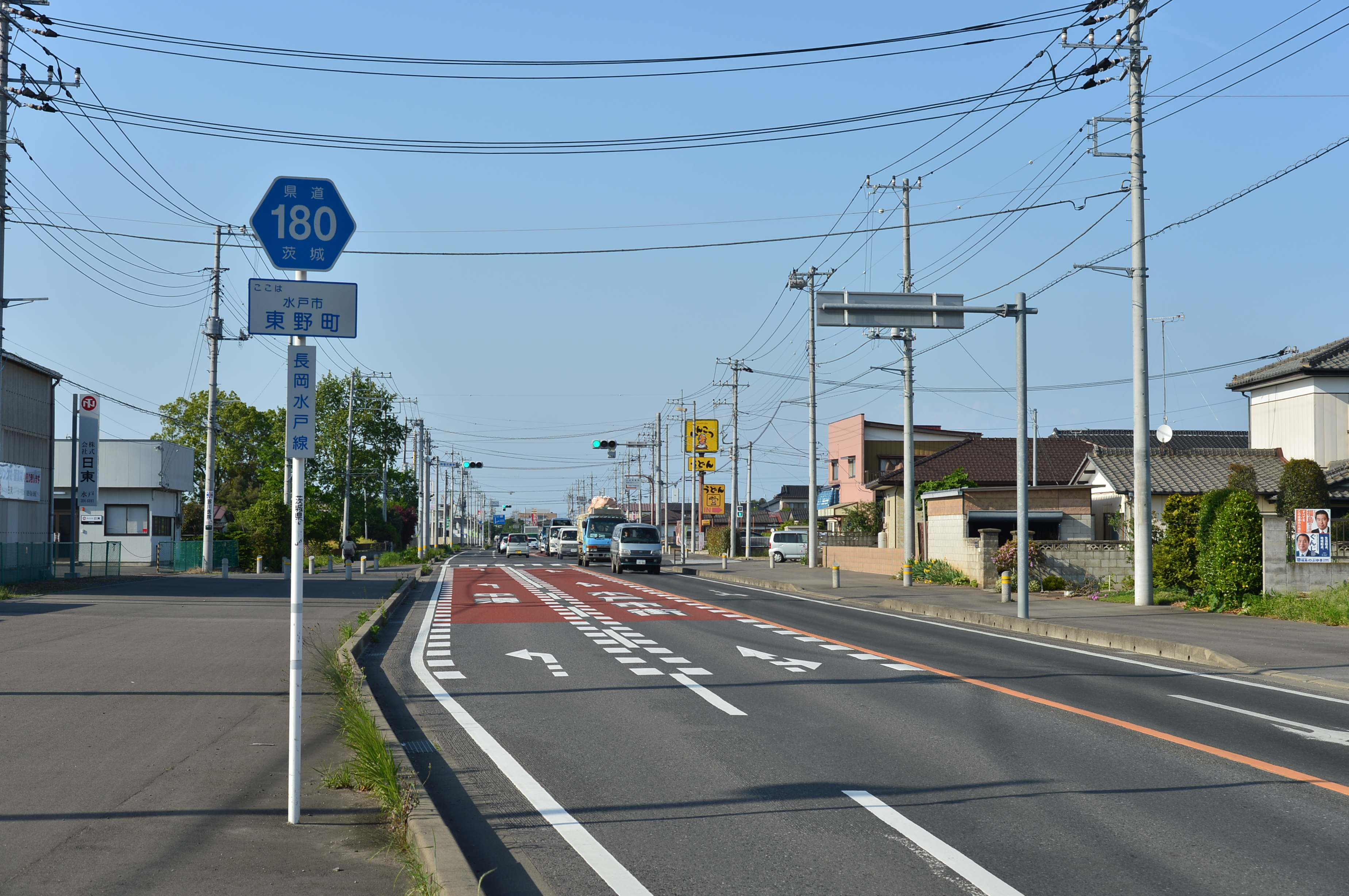
茨城県道180号長岡水戸線・水戸市東野町の国道6号交点付近（2016年5月）

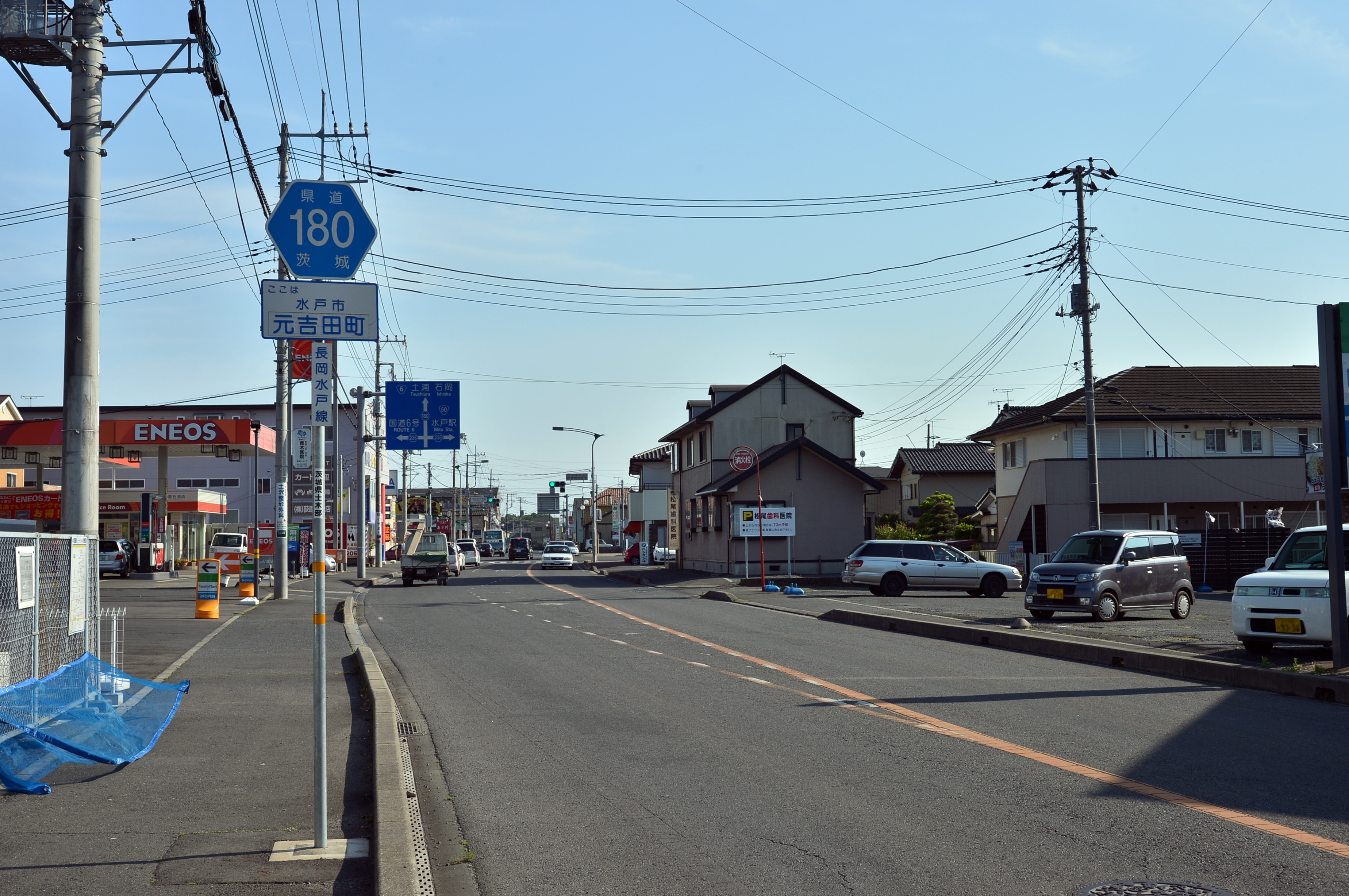
水戸市元吉田町（2016年5月）

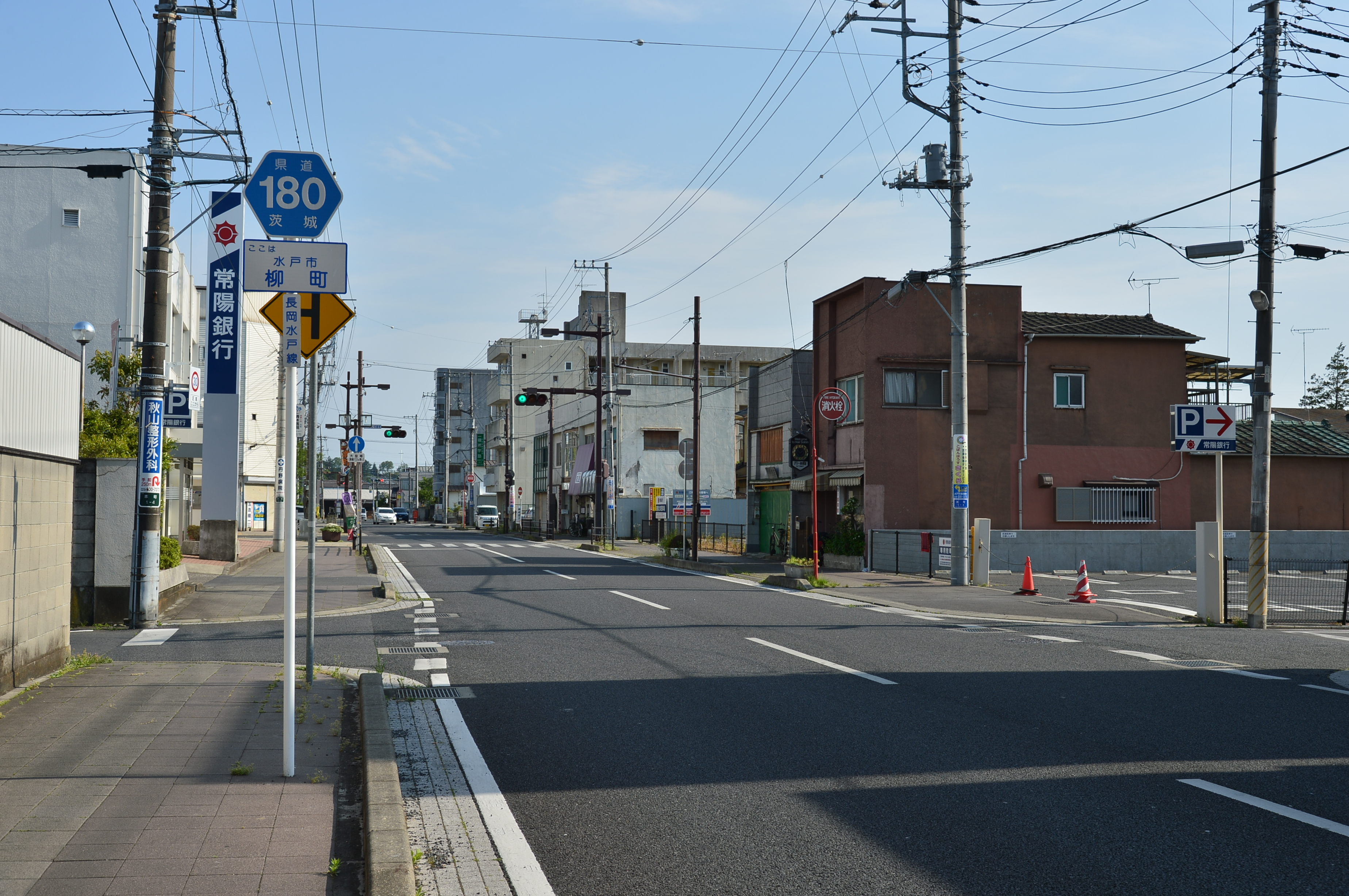
水戸市柳町の終点付近（2016年5月）

## 概要
茨城町長岡の県道長岡大洗線分岐から北上し、水戸市東野町や元吉田町を経て、水戸市柳町の国道51号・柳町一丁目交差点に接続する延長約9kmの路線で、道路は南東から北東方向に延びる。茨城町区間の大部分は国道6号水戸バイパスや茨城県道40号内原塩崎線と重複する。水戸市元吉田町の吉田小南交差点で国道50号水戸バイパスと交差し、また、国道6号重複区間では北関東自動車道茨城町東インターチェンジと接続する。

### 路線データ
- 起点：茨城県東茨城郡茨城町長岡3094番3地先（茨城県道40号内原塩崎線分岐・茨城県道106号長岡大洗線起点）[1]
- 終点：茨城県水戸市柳町一丁目3番13号地先（国道51号交点）[2]
- 総延長：9.005 km[3]
- 重用延長：2.654 km[3]
- 未供用延長：なし[3]
- 実延長：6.351 km[3]
- 自動車交通不能区間延長[注釈 1]：なし[3]

## 歴史
江戸時代の水戸街道、明治初期の陸前浜街道を経て1929年（昭和4年）まで国道6号の一部であった。沿道の水戸市元吉田町地内には水戸街道当時の一里塚が現在も残っている。
1959年（昭和34年）10月14日、新たな県道として東茨城郡茨城町大字長岡を起点とし、水戸市を終点とする区間を本路線とする県道長岡水戸線として茨城県が県道路線認定した。1995年（平成7年）に整理番号180となり現在に至る。

### 年表
- 1959年（昭和34年）10月14日
  - 路線認定（図面対照番号185）[4]。
  - 道路の区域は、東茨城郡茨城町大字長岡の県道塩ヶ崎茨城線分岐から水戸市曲尺手町の二級国道千葉水戸線（現：国道51号）交点までと決定される[5]。
- 1964年（昭和39年）9月21日：県道塩ヶ崎茨城線の区域変更に伴い、不用物件（茨城町長岡字坂下 - 長岡字下宿：965 m）を県道長岡水戸線の区域に編入[6]。
- 1980年（昭和55年）3月4日：下市土地区画整理事業に伴い、路線延長を113.8 m延長し、終点が水戸市本町一丁目3番地12号地先（旧国道51号交点） - 同市柳町一丁目3番13号地先（国道51号・柳町一丁目交差点）[2]。
- 1995年（平成7年）3月30日：整理番号242から現在の番号（整理番号180）に変更される[7]。
- 2017年（平成29年）2月27日：東茨城郡茨城町長岡（主要地方道茨城鹿島線交点 - 県道106号交点）の現道の一部（161 m）が県道指定解除により、茨城町道に降格[1]。起点が茨城県道40号内原塩崎線分岐・茨城県道106号長岡大洗線起点に移る。

## 路線状況
道路法の規定に基づき、水戸市東野町（東野町交差点） - 同市吉沢町（吉沢交差点）間は、緊急輸送道路として機能を維持するため、災害発生時の被害拡大防止を目的に道路用地内に電柱を建てることが制限されている。

### 重複区間
- 茨城県道40号内原塩崎線（東茨城郡茨城町長岡地内）
- 国道6号（東茨城郡茨城町長岡の交点から水戸市東野町の分岐まで）

## 地理

### 通過する自治体
- 茨城県
  - 東茨城郡茨城町 - 水戸市

### 交差する道路

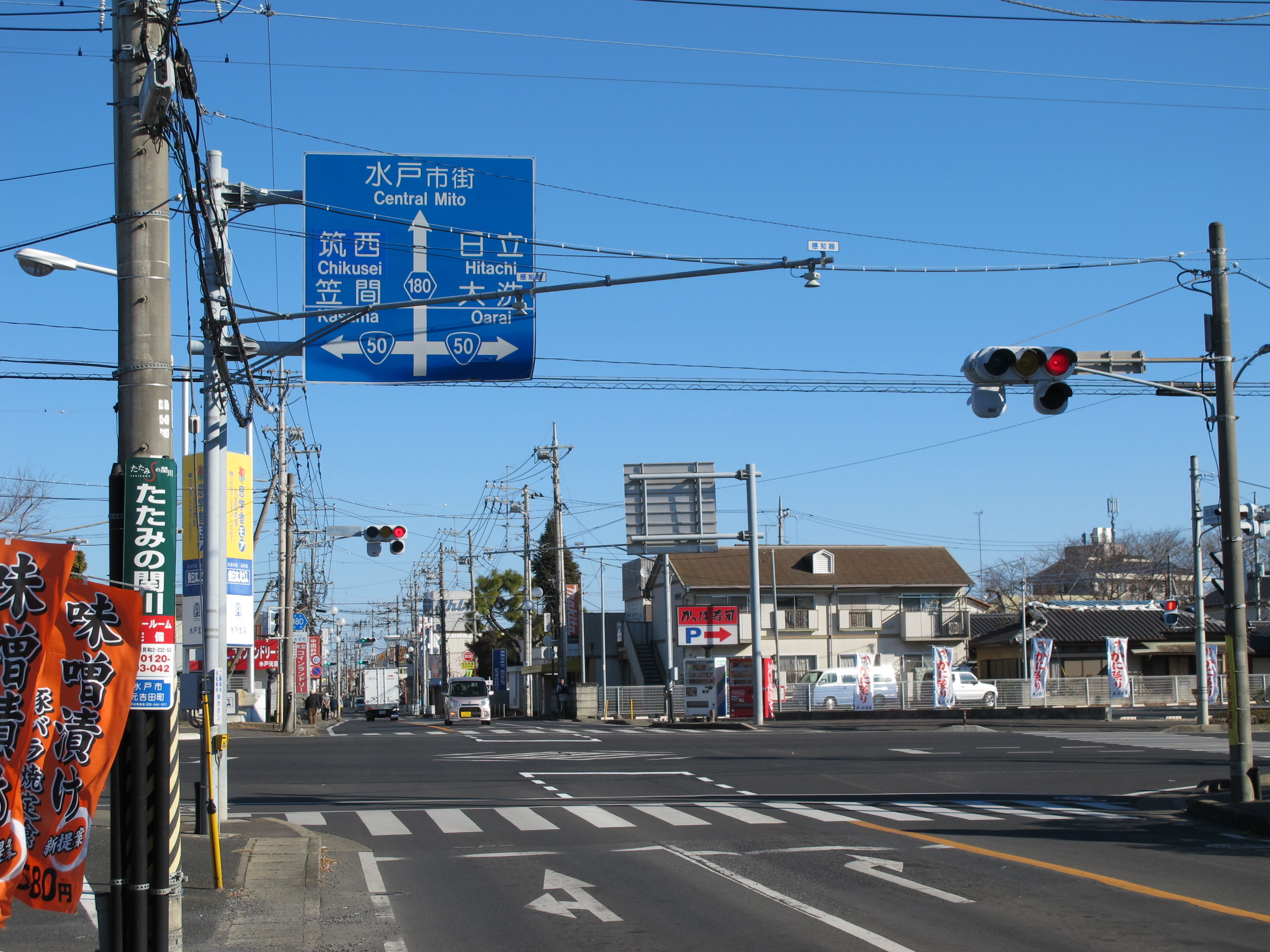
国道50号水戸バイパスとの交点・吉田小南交差点（2014年1月）

- 茨城県道175号塩ヶ崎茨城線（東茨城郡茨城町長岡）
- 国道6号水戸バイパス（東茨城郡茨城町長岡・水戸市東野町）
- 国道50号水戸バイパス（水戸市元吉田町）
- 茨城県道235号下入野水戸線（水戸市元吉田町）

### 沿線
- 茨城町立長岡小学校（茨城町長岡）
- 茨城県自動車学校水戸校（水戸市東野町）
- 水戸市立吉田小学校（水戸市元吉田町）
- 薬王院（水戸市元吉田町）
- 吉田神社（水戸市宮内町）